# Foveades aroensis
Foveades aroensis là một loài bướm đêm trong họ Erebidae.